# I Was Gonna Cancel
I Was Gonna Cancel è un brano musicale della cantante australiana Kylie Minogue, pubblicato nel 2014 come singolo estratto dal suo album Kiss Me Once.
La canzone è stata scritta e prodotta da Pharrell Williams.

## Tracce
1. I Was Gonna Cancel – 3:34

## Classifiche
| Classifica (2014) | Posizione massima |
| ----------------- | ----------------- |
| Belgio (Vallonia) | 75                |
| Cile              | 22                |
| Regno Unito       | 59                |